# История на Финландия
Територията, която днес представлява Финландия, е заселена веднага след Ледниковия период – втората половина на 8-ото хилядолетие преди новата ера. По-голямата част от района е в границите на Кралство Швеция от 13 век до 1809 г., когато територията е отстъпена на Руската империя и става автономно Велико херцогство Финландия. Катастрофалният глад във Финландия от 1866 – 1868 г. е последван от регулиране на икономиката и политическо развитие.
През 1917 г. Финландия обявява своята независимост. Последвалата гражданска война между Червената и Бялата гвардия завършва с победа на Бялата гвардия, която получава власт в страната. След като вътрешното положение се стабилизира, предимно земеделската икономика започва бързо да се развива. Взаимоотношенията със Запада – в частност с Швеция и Обединеното кралство, са добри, но връзките със СССР преди Втората световна война остават по-враждебни. По време на войната Финландия на 2 пъти се бори срещу СССР и се налага да предаде големи части от Карелия на Съветския съюз. Въпреки това остава независима демократична страна. През Студената война съществува Съгласие за приятелство, сътрудничество и взаимопомощ между СССР и Финландия. Политически феномени като финландизация и радикален социализъм, наречен „taistolaisuus“, са част от вътрешните работи по онова време. Урхо Кеконен е президент в продължение на 25 г. – от 1956 до 1981 г.
През своята независимост Финландия запазва капиталистическа икономика, а брутният вътрешен продукт на глава от населението достига най-високите си стойности през 1970-те, какъвто остава и до днес. През 1992 г. Финландия се изправя пред изкуствено икономическо прегряване и криза в Запада, СССР и местния пазар. По време на кризата стоковият пазар намалява с 50%, БВП спада с 15%, безработицата се увеличава с 1/5 от цялата работна сила, а публичният данък се удвоява до 60% от БВП.
Неотдавна Финландия предприема още по-зрели стъпки към гражданска и икономическа свобода. След реформите тя вече стои на по-високо ниво в класациите за материално благоденствие. Страната се присъединява към Европейския съюз през 1995 г. Според референдум от 2005 повече финландци не желаят страната им да се присъединява към НАТО.